# Bänarpegölen
Bänarpegölen är en sjö i Kinda kommun i Östergötland och ingår i Motala ströms huvudavrinningsområde.